# Myosoma errotum
Myosoma errotum är en stekelart som först beskrevs av Szepligeti 1902.  Myosoma errotum ingår i släktet Myosoma och familjen bracksteklar. Inga underarter finns listade i Catalogue of Life.